# Ján Jurčák
Ján Jurčák (1910 Ružomberok – 1981) byl slovenský fotbalista. Jeho synovec Rudolf Jurčák byl tajemníkem Slovanu Bratislava.

## Fotbalová kariéra
Odchovanec ružomberské kopané. V lize hrál více než 10 let za Slovan Bratislava, později i jako kapitán. Po skončení aktivní kariéry byl hrajícím trenérem týmu ASO Bratislava.

## Ligová bilance
| Ročník             | Zápasy | Góly | Klub               |
| ------------------ | ------ | ---- | ------------------ |
| 1935/36            | 26     | 0    | I. ČsŠK Bratislava |
| 1936/37            | 22     | 1    | I. ČsŠK Bratislava |
| 1937/38            | 22     | 0    | I. ČsŠK Bratislava |
| 1938/39            | 10     | 1    | ŠK Bratislava      |
| CELKEM I. ČS. LIGA | 80     | 2    |                    |